# Free Carrier
Pour les articles homonymes, voir FCA.
FCA est un Incoterm qui signifie Free Carrier.
Cet Incoterm peut être utilisé pour tous les modes de transport, y compris les multimodaux. Le vendeur livre les marchandises aux mains du premier transporteur, soit au départ (marchandise chargée), soit en un lieu quelconque du pays d'expédition (marchandise non déchargée). C'est à ce moment-là que le transfert de risques a lieu. L'acheteur paye les coûts de transport. À l'inverse du Ex Works le vendeur prend en charge les frais de dédouanement export lors d'un contrat avec Incoterm FCA, ce qui lui permet de prouver lors d'un contrôle fiscal l'exportation réelle de la marchandise, dès réception de la déclaration d'exportation apurée en sortie communautaire.